# Roman Bańkowski
Roman Henryk Bańkowski herbu Ostoja (ur. 1932 w Rzeszowie, zm. 14 października 2004 w Sanoku) – polski pracownik łączności, poeta, publicysta, działacz kulturalny i społeczny.

## Życiorys
Roman Henryk Bańkowski był wnukiem por. Józefa Bańkowskiego, oficera huzarów węgierskich. Urodził się w 1932 w Rzeszowie, gdzie zamieszkiwał podczas służby swojego ojca Włodzimierza, żołnierza Wojska Polskiego (według różnych relacji chorążego lub zawodowego oficera). Po przeniesieniu służbowym ojca zamieszkiwał kilka lat w Kaliszu, a po jego śmierci, od 1937 dorastał w Sanoku, do 1939 przebywając w środowisku oficerów Korpusu Ochrony Pogranicza. Jego matką była Aniela (zm. 1968). Legitymował się herbem Ostoja. W Sanoku podczas II wojny światowej w okresie okupacji niemieckiej uczęszczał od 1940 do 1944 do szkoły powszechnej kończąc cztery klasy. Zamieszkiwał w kamienicy rodziny Marii (z domu Bańkowskiej, siostry jego matki) i Franciszka Lurskich przy ówczesnej ulicy Królewskiej (późniejsza ulica Romualda Traugutta); w domu ukrywali się tymczasowo konspiratorzy i uciekinierzy, m.in. Antoni Żubryd. Po zakończeniu wojny od 1945 uczęszczał do I Państwowej Szkoły Męskiej Stopnia Podstawowego i Licealnego, w której zdał maturę w 1951 (w jego klasie był Edward Warchoł). Podczas nauki gimnazjalnej Roman Bańkowski, wraz z innymi uczniami, 24 maja 1946 był przymusowym świadkiem publicznej egzekucji dwóch żołnierzy Samodzielnego Batalionu Operacyjnego NSZ „Zuch” kpt. Antoniego Żubryda, dokonanej na stadionie piłkarskim „Wierchy” w Sanoku, co po latach opisał w swoich wspomnieniach. Był powołany do organizacji „Służba Polsce”, w 1950 do 2 Brygady, w 1951 do 21 Brygady.
Zaocznie studiował rolnictwo i prawo na Uniwersytecie Marii Curie-Skłodowskiej w Lublinie. Zawodowo pracował jako urzędnik na poczcie w dziedzinie łączności przez ponad 40 lat. Był także ratownikiem górskim Grupy Bieszczadzkiej GOPR z siedzibą w Sanoku.
W młodości pisał wiersze dla siebie. Jako poeta zadebiutował pierwotnie w 1968. Później publikował swoje utworzy prozatorskie. Opublikował Wspomnienia junaka Służby Polsce w czasopiśmie „Płomienie” oraz wspomnienia z działalności w Lidze Obrony Kraju wydane w „Żołnierzu Wolności”. Powrócił do aktywnego tworzenia i publikowania poezji w latach 80. po przekroczeniu 50. roku życia. Wówczas publikował wiersze w tygodniku „Rzeczywistość”, później związał się z Klubem Literackim „Pod Drabiną” w Rzeszowie, jego twórczość ukazywała się także w tygodniku „Widnokrąg”, w czasopiśmie „Twórczość Robotników”. Jego pierwszy tomik poezji ukazał się w 1987. W 1985, wraz z innym sanockim poetą Ryszardem Kulmanem, założył oddział Robotniczego Stowarzyszenia Twórców Kultury w Sanoku, którego był zastępcą przewodniczącego, a w marcu 1988 przewodniczącym (RSTK liczył w latach 80. od ponad 200 do ok. 150 członków). Był założycielem i animatorem Klubu Literackiego „Połoniny” przy RSTK w Sanoku i publikował na łamach jego I i II Almanachu. Przez innych działaczy RSTK był określanym mianem poety Sanoka z racji opiewania w swojej poezji miejsc i ludzi tego miasta.
Publikował poezję (m.in. w kwartalniku „Twórczość Ludowa”), artykuły prasowe: reportaże i felietony (w czasopismach „Nowiny”, „Łączność”, „Rzeczywistość”, „Żołnierz Polski”, „Żołnierz Wolności”), wywiady i publicystykę oraz wspomnienia. Amatorsko zajmował się także malarstwem i fotografią. W 2000 został stypendystą Ministra Kultury i Dziedzictwa Narodowego. Otrzymał liczne nagrody i wyróżnienia podczas ogólnopolskich i regionalnych konkursów poetyckich i pamiętnikarskich. Należał do Związku Literatów Polskich i Stowarzyszenia Dziennikarzy Rzeczypospolitej Polskiej.
W swoich wierszach zaznaczał zamiłowanie do przyrody, a także podkreślał swoją wiarę. W tomiku poezji pt. Byli wśród nas – inni wierszami upamiętnił osoby związane z Sanokiem, wśród których byli: Jakub Kolano, Wilhelm Szuster, Paweł Laxa, Naftuli Szeiner, Samuel Herzig, por. Józef Bańkowski, Franciszek Wanic, Alfons Szczurowski, Jan Świerzowicz, franciszkańscy bracia zakonni z sanockiego klasztoru br. Zeno Serafin Poliński i br. Celestyn Skóra, a także ludność żydowską, Żydowską Organizację Bojową, getto w Sanoku. W publikacji pt. Wywiady i opowieści bohaterami rozmów Romana Bańkowskiego byli: Jan Świtalski, Włodzimierz Marczak, Władysław Wiśniowski (1911-1993), Stanisław Niedźwiedzki, Józef Bogaczewicz, Maria Lurska, Edward Warchoł, Jan Kazana, Adam Dembicki (syn Adama Dembickiego von Wrocień), Franciszek Oberc, Franciszek Lurski, ks. Antoni Szypuła, Adam Dorożyński.
Bezskutecznie ubiegał się o mandat Rady Miasta Sanoka kandydując w wyborach samorządowych: w 1990 z ramienia RSTK, w 1994 startując jako literat z listy Niezależnego Komitetu Wyborczego oraz w 1998 z listy Akcji Wyborczej Solidarność. 
Roman Bańkowski zmarł 14 października 2004 w szpitalu w Sanoku. Został pochowany na cmentarzu przy ul. Rymanowskiej w Sanoku 18 października 2004. Miał synów Artura i Roberta.

## Twórczość
| Tomiki poezji - Zimne światło (1987) - Granica milczenia (1988) - Pęknięty horyzont (1989) - Na skraju zdarzeń (1990) - Dziadek (arkusz poetycki) - Spadające gwiazdy (1990) - Bliskie i dalekie (1991) - Białe i czarne - Gdzie połonin serce bije (1996) - Bieszczadzkie echa (1997) - Minęły czasy – minęli ludzie – pozostała pamięć (1997) - Rozmowy z Panem (1998) - Z życia wzięte (1998) - Rozmyślania (1999) - Wybór wierszy swawolnych (2000) - Byli wśród nas – inni (2000) |  | Inne - Wspomnienia junaka Służby Polsce (1984) - Wspomnienia z działalności w Lidze Obrony Kraju - Almanach (publikacja cykliczna RSTK w Sanoku) - Wspomnienia (2000) - Wywiady i opowieści (2000) - Barwy życia. Wiersze, opowiadania, kroniki rodzinne (2000) - Jesteśmy. Małe formy literackie. 2 (2002) - Jesteśmy. Małe formy literackie. 3 (2003) - Jesteśmy. Małe formy literackie. 4 (2004) |

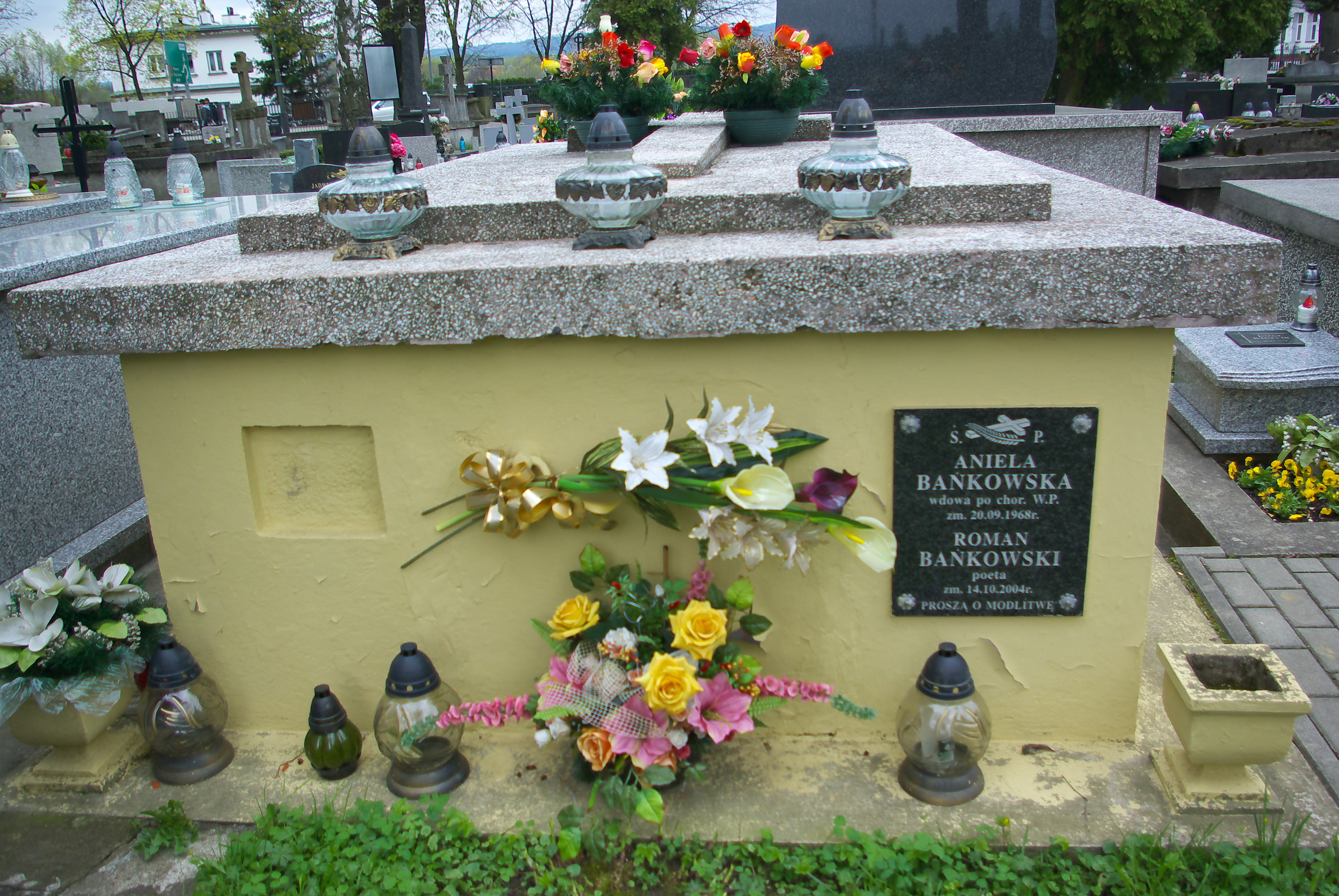
Grobowiec rodziny Bańkowskich na Cmentarzu Centralnym w Sanoku

## Odznaczenia i wyróżnienia
Ordery i odznaczenia
- Srebrny Krzyż Zasługi (28 czerwca 2002, „za zasługi dla rozwoju kultury, za działalność społeczną”)[33][34]
- Odznaka „Zasłużony Działacz Kultury”
- Odznaka „Zasłużony Działacz Ligi Obrony Kraju”
- Odznaka „Zasłużony dla województwa krośnieńskiego”
- Odznaka „Zasłużony dla Sanoka”
- Złota Odznaka Honorowa Związku Zawodowego Pracowników Łączności
- Odznaka „Zasłużony Pracownik Łączności”

Nagrody i wyróżnienia
- Wyróżnienie w konkursie na wspomnienia działacza kulturalnego, zorganizowanego przez Towarzystwo Przyjaciół Pamiętnikarstwa, Wojewódzką Komisję Związków Zawodowych (WKZZ) i redakcję miesięcznika „Profile” (1971)[35]
- Wyróżnienie w konkursie pt. Moja rzecz – polska rzecz, ogłoszonym przez „Tygodnik Kulturalny”[2]
- List gratulacyjny od wojewody krośnieńskiego z okazji jubileuszu 30-lecia oddziału rzeszowskiego Związku Literatów Polskich (1997)[36]
- Wyróżnienie podczas XVII Ogólnopolskiego Konkursu Jednego Wiersza o Laur Tarnowskiej Starówki (2001)[37]
- Druga nagroda w konkursie zorganizowanym przez Charytatywne Stowarzyszenie Niesienia Pomocy Chorym „Misericordia” w Lublinie (2002)[38]
- Nagroda Miasta Sanoka za rok 2002 w dziedzinie literatury: 2003[39][40][41]
- Dyplom uznania i nominacja wydawnicza II stopnia Krajowego Centrum Kultury Niewidomych w Kielcach (2003)[42]